# Championnat du monde féminin de basket-ball en fauteuil roulant 2014
Cet article traite de l'épreuve féminine. Pour la compétition masculine, voir Championnat du monde de basket-ball en fauteuil roulant masculin 2014.
Navigation
Édition précédente Édition suivante

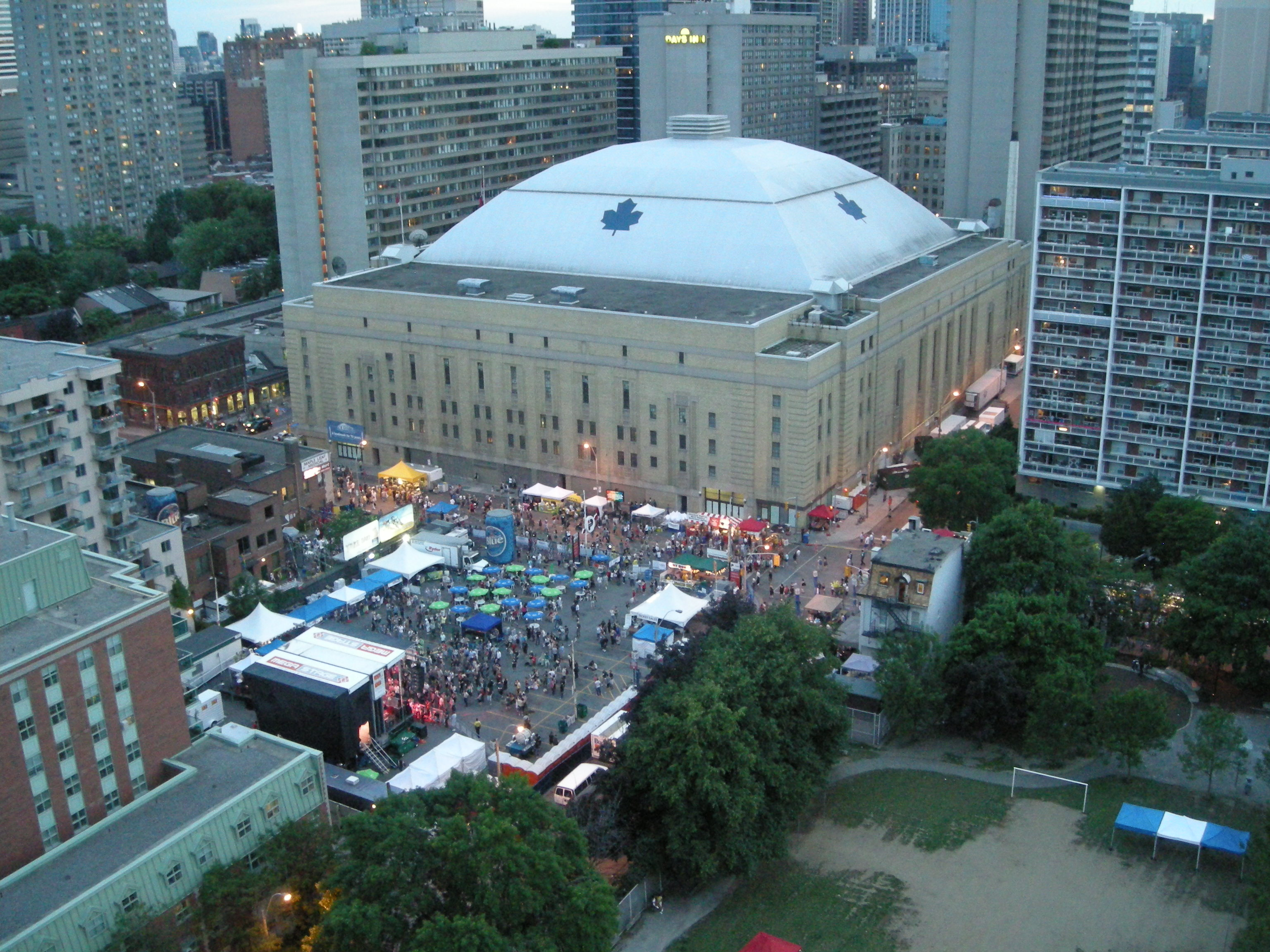
Vue aérienne du Mattamy Athletic Centre

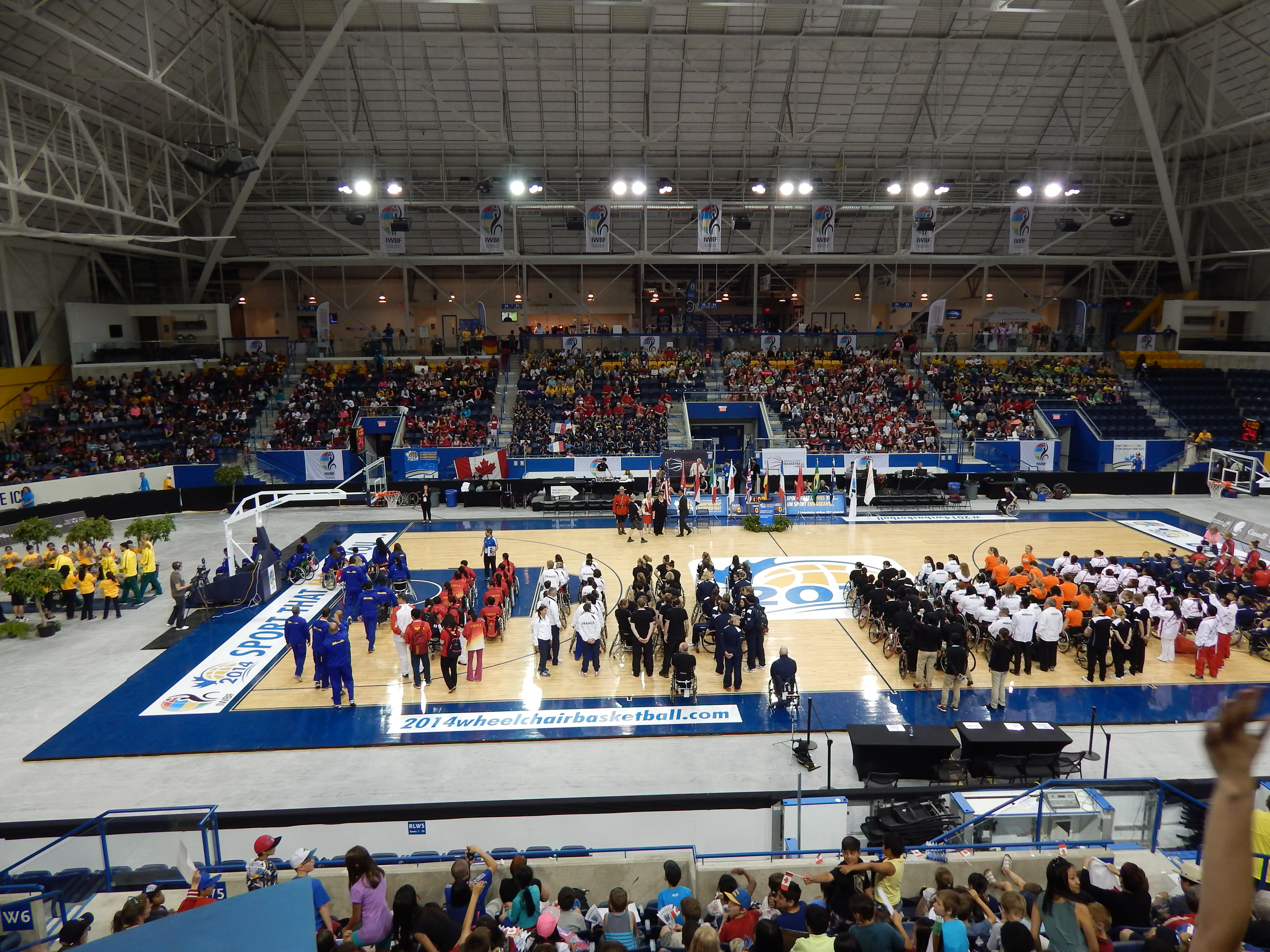
La cérémonie d'ouverture

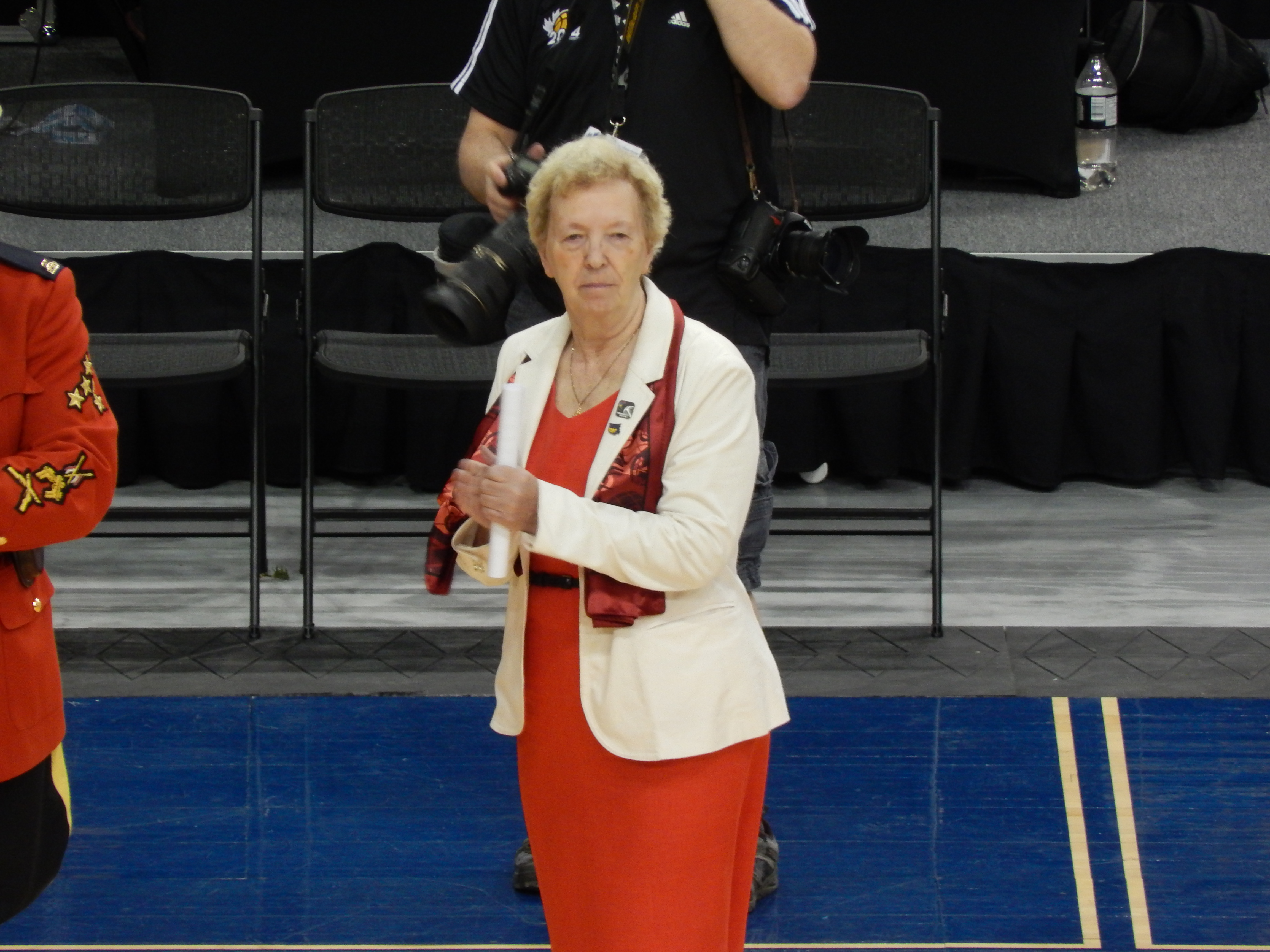
Maureen Orchard, présidente de l'IWBF

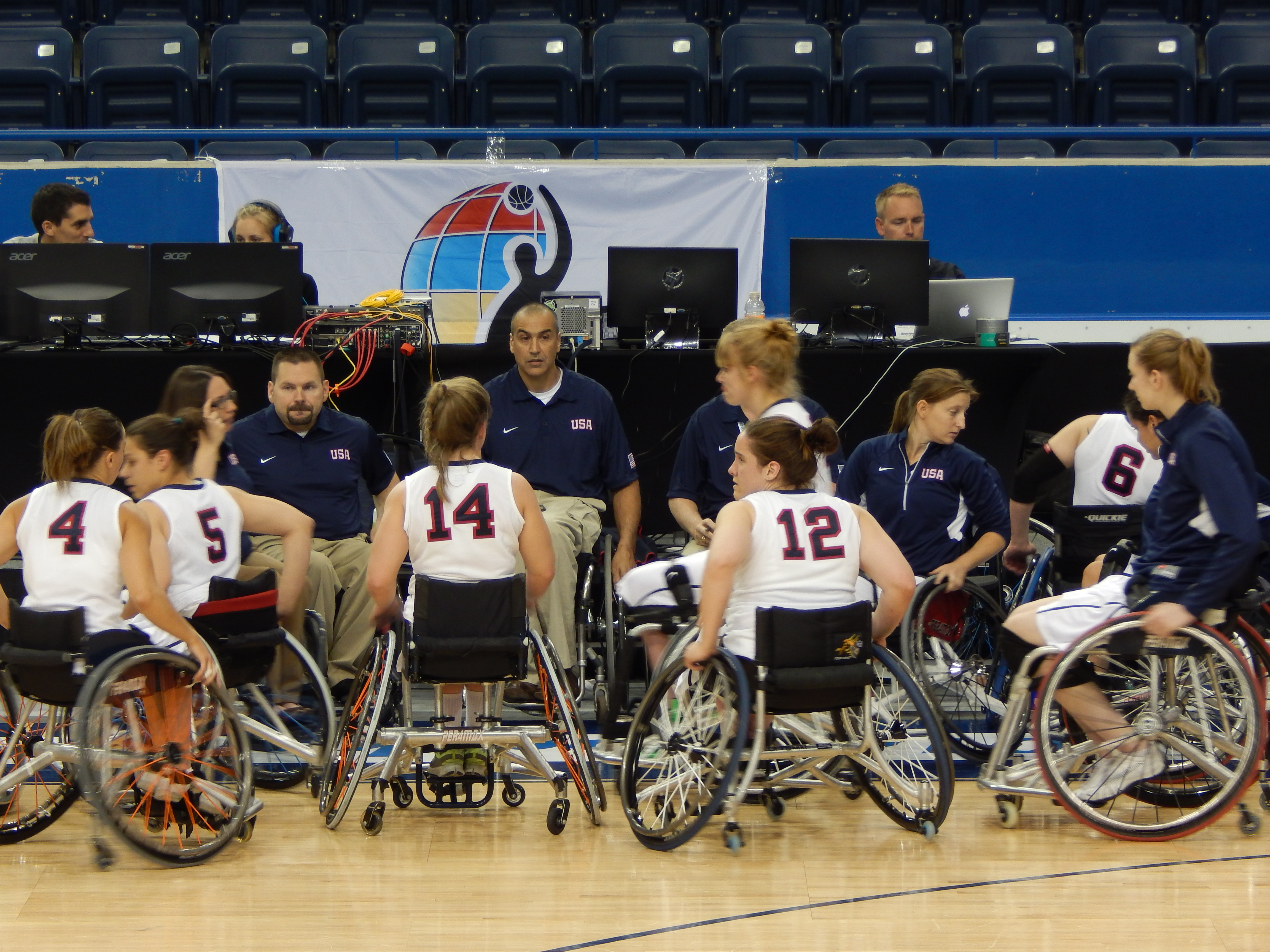
L'équipe des États-Unis

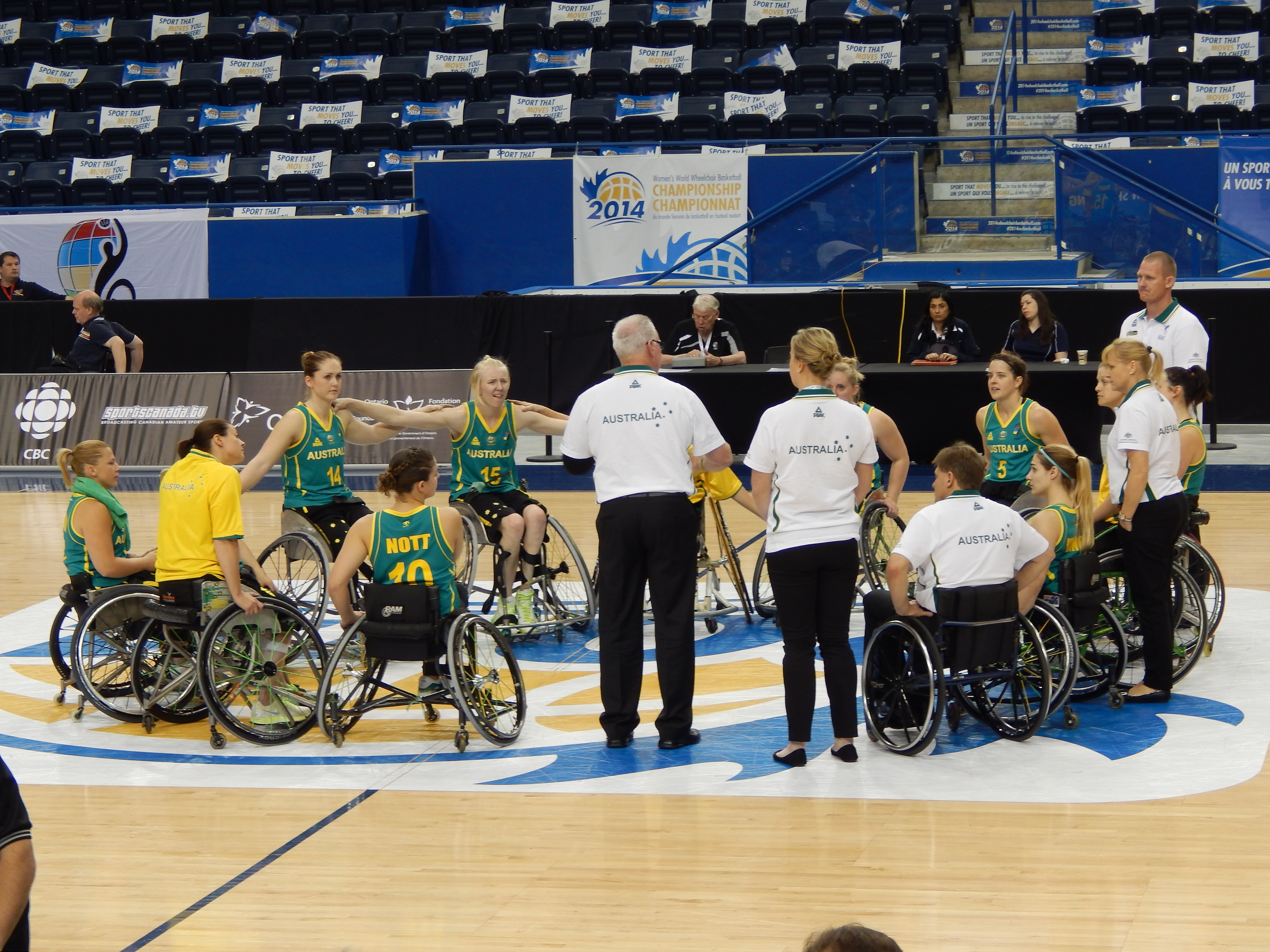
L'équipe d'Australie

Le championnat du monde de basket-ball en fauteuil roulant 2014 est le championnat du monde féminin d'handibasket organisé par l'IWBF. La compétition a lieu au Canada en juin 2014, à Toronto. Les États-Unis remettent leur titre en jeu alors que la compétition passe à 12 nations participantes (il y en avait 10 en 2010 et 8 jusqu'en 2006).
Le Canada récupère son titre aux dépens des États-Unis, qui pour la première fois depuis la création du championnat du Monde n'ont pas participé à la finale. L'Allemagne est à nouveau battue en finale et les Pays-Bas montent sur la troisième marche du podium.

## Tour préliminaire

### Faits marquants
1re journée
En match d'ouverture, la Grande-Bretagne domine le Brésil en s'appuyant sur Helen Freeman qui frôle le triple-double avec 20 points, 11 rebonds et 8 passes. Les favorites se sont toutes imposées, les championnes d'Europe néerlandaises étaient bien trop fortes pour le Pérou qui découvrant le championnat du Monde (89-5). Seules les Américaines, quatrièmes au classement mondial, ont réussi à créer l'exploit en dominant l'Australie (numéro 2) 68 à 52.
2e journée
Le derby asiatique entre la Chine et le Japon tourne à l'avantage des premières, 61-55, avec 29 points de Fu et malgré la belle performance d'Amimoto qui signe 22 points, 15 rebonds et 7 passes décisives pour 35 d'évaluation. Elle n'est dépassée que par l'Allemande Schuenemann (36 d'évaluation) et la Canadienne Janett McLachlan (37 d'évaluation). Les championnes d'Europe hollandaises s'imposent face à la France grâce à Beijer et ses 30 points et 10 rebonds.
3e journée
L'Australie a été malmenée par la France pendant trois quarts-temps avant de se détacher pour s'imposer (59-47). McLachlan réalisé à nouveau un gros match face à la Chine avec 27 points, 17 rebonds et 35 d'évaluation. La performance statistique de la journée est à mettre à l'actif d'Adermann pour l'Allemagne : 29 points, 19 rebonds, 6 passes pour 48 d'évaluation.
4e journée
Le choc de la poule A est revenu aux Pays-Bas qui s'imposent sur les États-Unis 76-54, grâce à son duo Beijer (23 points, 11 rebonds) - Huitzing (12 points, 13 passes). Dans la poule B, l'Allemagne s'impose face au Canada 64-53, en s'appuyant sur Mohnen (29 points, 8 rebonds) et Schuenemann (28 points, 10 rebonds). Le Japon a été porté par Amimoto et ses 37 points, 9 rebonds et 6 passes (39 d'évaluation), tout comme la Grande-Bretagne avec la jeune star de ces mondiaux, Helen Freeman (36 points pour 40 d'évaluation).
5e journée
Estrada signe une belle performance pour le Mexique face au Pérou, avec 27 points et 11 rebonds. La Chinoise Fu inscrit 34 points tandis que Janett McLachlan signe 28 points et capte 15 rebonds pour 33 d'évaluation.

### Groupe A
| Groupe A |            |     |   |   |     |     |      |     |
|          | Équipe     | Pts | G | P | Pm  | Pe  | Diff | Dép |
| 1        | Pays-Bas   | 10  | 5 | 0 | 360 | 150 | +210 |     |
| 2        | États-Unis | 9   | 4 | 1 | 355 | 206 | +149 |     |
| 3        | Australie  | 8   | 3 | 2 | 299 | 202 | +97  |     |
| 4        | France     | 7   | 2 | 3 | 232 | 267 | -35  |     |
| 5        | Mexique    | 6   | 1 | 4 | 196 | 280 | -84  |     |
| 6        | Pérou      | 5   | 0 | 5 | 68  | 405 | -337 |     |

| 20 juin | Pays-Bas   | 89 | 5  | Pérou      |
| 20 juin | États-Unis | 68 | 52 | Australie  |
| 20 juin | Mexique    | 42 | 61 | France     |
| 21 juin | France     | 21 | 77 | Pays-Bas   |
| 21 juin | Mexique    | 29 | 64 | États-Unis |
| 21 juin | Pérou      | 10 | 90 | Australie  |
| 22 juin | Pays-Bas   | 71 | 32 | Mexique    |
| 22 juin | Australie  | 59 | 47 | France     |
| 22 juin | États-Unis | 95 | 14 | Pérou      |
| 23 juin | Pérou      | 15 | 68 | France     |
| 23 juin | Mexique    | 30 | 60 | Australie  |
| 23 juin | États-Unis | 54 | 76 | Pays-Bas   |
| 24 juin | Pérou      | 24 | 63 | Mexique    |
| 24 juin | France     | 35 | 74 | États-Unis |
| 24 juin | Australie  | 38 | 47 | Pays-Bas   |

### Groupe B
| Groupe B |                 |     |   |   |     |     |      |     |
|          | Équipe          | Pts | G | P | Pm  | Pe  | Diff | Dép |
| 1        | Allemagne       | 10  | 5 | 0 | 334 | 220 | +114 |     |
| 2        | Canada          | 9   | 4 | 1 | 334 | 247 | +87  |     |
| 3        | Grande-Bretagne | 8   | 3 | 2 | 267 | 246 | +21  |     |
| 4        | Chine           | 7   | 2 | 3 | 281 | 298 | -17  |     |
| 5        | Japon           | 6   | 1 | 4 | 268 | 340 | -72  |     |
| 6        | Brésil          | 5   | 0 | 5 | 198 | 331 | -133 |     |

| 20 juin | Grande-Bretagne | 56 | 37 | Brésil          |
| 20 juin | Canada          | 83 | 53 | Japon           |
| 20 juin | Allemagne       | 59 | 45 | Chine           |
| 21 juin | Chine           | 61 | 55 | Japon           |
| 21 juin | Brésil          | 25 | 63 | Canada          |
| 21 juin | Grande-Bretagne | 33 | 55 | Allemagne       |
| 22 juin | Canada          | 76 | 53 | Chine           |
| 22 juin | Brésil          | 40 | 74 | Allemagne       |
| 22 juin | Japon           | 48 | 62 | Grande-Bretagne |
| 23 juin | Grande-Bretagne | 64 | 47 | Chine           |
| 23 juin | Japon           | 63 | 52 | Brésil          |
| 23 juin | Allemagne       | 64 | 53 | Canada          |
| 24 juin | Allemagne       | 82 | 49 | Japon           |
| 24 juin | Chine           | 75 | 44 | Brésil          |
| 24 juin | Canada          | 59 | 52 | Grande-Bretagne |

## Tour final
Les quatre premières équipes des poules A et B sont qualifiés pour les quarts de finale et jouent le titre de champion du Monde.

### Faits marquants
6e journée
Mari Amimoto réalise le premier triple-double du championnat, en match de classement face au Mexique, avec 26 points, 10 rebonds et 10 passes. En 1/4 de finale, Adermann porte l'Allemagne (victoire 70-25 sur la France) avec 15 points, 11 rebonds et 27 d'évaluation. Huitzing contribue au succès des Pays-Bas grâce à ses 28 points, 8 rebonds et 8 passes, malgré la performance de Fu (24 points, 11 rebonds) et Dai (22 points, 10 rebonds) pour la Chine. Le Canada surpasse l'Australie (63-47) derrière McLachlan, à nouveau au sommet de la rencontre avec 17 points, 15 rebonds et 5 passes pour 30 d'évaluation.
7e journée
Le match de classement entre la Grande-Bretagne et la France (58-41) a donné lieu à un beau duel entre les intérieurs Freeman (29 points et 26 d'évaluation) et Saint-Omer (18 points, 15 rebonds). En demi-finales, le Canada s'impose sur un panier à la dernière seconde de McLachlan (28 points, 17 rebonds et 7 passes pour 41 d'évaluation), bien secondée par Ouellet (16 points et 14 passes) et Harnock (22 points et 29 d'évaluation). En face, Huitzing (33 points, 8 rebonds) et Beijer (28 points, 10 rebonds) n'auront pas suffi. Enfin l'Allemagne s'impose face aux États-Unis grâce à un dernier quart-temps bien maitrisé par Mohnen (27 points, 10 rebonds et 5 passes) et les siennes.
8e journée
Le match pour la cinquième place entre l'Australie et la Grande-Bretagne a été indécis jusqu'au bout, les deux équipes ayant même besoin d'une prolongation. À ce jeu, les partenaires de l’impressionnante Helen Freeman (triple-double avec 41 points, 11 rebonds et 10 passes pour 50 d'évaluation, soit la meilleure marque du tournoi) se sont imposées 77-70. Les Pays-Bas ont profité d'une Huitzing de gala (43 points) pour prendre la troisième place. En finale, le Canada récupère son titre, à nouveau sur une belle performance de Janett McLachlan (15 points et 19 rebonds).

### Tableau principal
|  | Quarts de finale | Quarts de finale | Quarts de finale | Quarts de finale |            |            | Demi-finales | Demi-finales | Demi-finales                  | Demi-finales                  |                               |                               | Finale  | Finale  | Finale  | Finale  |
|  |                  |                  |                  |                  |            |            |              |              |                               |                               |                               |                               |         |         |         |         |
|  | 26 juin          | 26 juin          | 26 juin          | 26 juin          |            |            | 27 juin      | 27 juin      | 27 juin                       | 27 juin                       |                               |                               | 28 juin | 28 juin | 28 juin | 28 juin |
|  | 26 juin          | 26 juin          | 26 juin          | 26 juin          |            |            | 27 juin      | 27 juin      | 27 juin                       | 27 juin                       |                               |                               | 28 juin | 28 juin | 28 juin | 28 juin |
|  | A1               | Pays-Bas         | 62               | 62               |            |            | 27 juin      | 27 juin      | 27 juin                       | 27 juin                       |                               |                               | 28 juin | 28 juin | 28 juin | 28 juin |
|  | A1               | Pays-Bas         | 62               | 62               |            |            | 27 juin      | 27 juin      | 27 juin                       | 27 juin                       |                               |                               | 28 juin | 28 juin | 28 juin | 28 juin |
|  | B4               | Chine            | 52               | 52               |            |            | 27 juin      | 27 juin      | 27 juin                       | 27 juin                       |                               |                               | 28 juin | 28 juin | 28 juin | 28 juin |
|  | B4               | Chine            | 52               | 52               | Pays-Bas   | Pays-Bas   | 74           | 74           |                               |                               |                               |                               | 28 juin | 28 juin | 28 juin | 28 juin |
|  | 26 juin          |                  |                  |                  | Pays-Bas   | Pays-Bas   | 74           | 74           |                               |                               |                               |                               | 28 juin | 28 juin | 28 juin | 28 juin |
|  |                  |                  | Canada           | Canada           | 75         | 75         |              |              |                               |                               |                               |                               | 28 juin | 28 juin | 28 juin | 28 juin |
|  | B2               | Canada           | Canada           | Canada           | 75         | 75         | 63           | 63           |                               |                               |                               |                               | 28 juin | 28 juin | 28 juin | 28 juin |
|  | B2               | Canada           | 27 juin          |                  |            |            | 63           | 63           |                               |                               |                               |                               | 28 juin | 28 juin | 28 juin | 28 juin |
|  | A3               | Australie        | 47               | 47               |            |            |              |              |                               |                               |                               |                               | 28 juin | 28 juin | 28 juin | 28 juin |
|  | A3               | Australie        | 47               | 47               | Canada     | Canada     | 54           | 54           |                               |                               |                               |                               |         |         |         |         |
|  | 26 juin          |                  |                  |                  | Canada     | Canada     | 54           | 54           |                               |                               |                               |                               |         |         |         |         |
|  |                  |                  | Allemagne        | Allemagne        | 50         | 50         |              |              |                               |                               |                               |                               |         |         |         |         |
|  | B1               | Allemagne        | Allemagne        | Allemagne        | 50         | 50         | 70           | 70           |                               |                               |                               |                               |         |         |         |         |
|  | B1               | Allemagne        |                  |                  |            |            |              |              |                               |                               |                               |                               |         |         |         |         |
|  | A4               | France           | 25               | 25               |            |            |              |              |                               |                               |                               |                               |         |         |         |         |
|  | A4               | France           | 25               | 25               | Allemagne  | Allemagne  | 68           | 68           | Match pour la troisième place | Match pour la troisième place | Match pour la troisième place | Match pour la troisième place |         |         |         |         |
|  | 26 juin          |                  |                  |                  | Allemagne  | Allemagne  | 68           | 68           | Match pour la troisième place | Match pour la troisième place | Match pour la troisième place | Match pour la troisième place |         |         |         |         |
|  |                  |                  | États-Unis       | États-Unis       | 58         | 58         |              |              | 28 juin                       | 28 juin                       | 28 juin                       | 28 juin                       |         |         |         |         |
|  | A2               | États-Unis       | États-Unis       | États-Unis       | 58         | 58         | 53           | 53           | 28 juin                       | 28 juin                       | 28 juin                       | 28 juin                       |         |         |         |         |
|  | A2               | États-Unis       |                  |                  |            |            |              | 53           |                               |                               | Pays-Bas                      | Pays-Bas                      | 74      | 74      |         |         |
|  | B3               | Grande-Bretagne  | 41               | 41               |            |            |              |              |                               |                               | Pays-Bas                      | Pays-Bas                      | 74      | 74      |         |         |
|  | B3               | Grande-Bretagne  | 41               | 41               | États-Unis | États-Unis | 58           | 58           |                               |                               |                               |                               |         |         |         |         |
|  |                  |                  |                  |                  |            |            |              |              |                               |                               |                               |                               |         |         |         |         |

### Classement places 5 à 8
Les équipes éliminées en 1/4 de finale sont reversées dans ce tableau qui attribue les places de 5 à 8.
|  | Tour de classement | Tour de classement |           |    | 5e place | 5e place |
|  | Tour de classement | Tour de classement |           |    | 5e place | 5e place |
|  |                    |                    |           |    |          |          |
|  | 27 juin            | 27 juin            |           |    | 28 juin  | 28 juin  |
|  | 27 juin            | 27 juin            |           |    | 28 juin  | 28 juin  |
|  | Chine              | 57                 |           |    | 28 juin  | 28 juin  |
|  | Chine              | 57                 |           |    | 28 juin  | 28 juin  |
|  | Australie          | 62                 |           |    | 28 juin  | 28 juin  |
|  | Australie          | 62                 | Australie | 70 |          |          |
|  | 27 juin            |                    | Australie | 70 |          |          |
|  |                    | Grande-Bretagne    | 77 ap     |    |          |          |
|  | France             | Grande-Bretagne    | 77 ap     | 41 |          |          |
|  | France             |                    |           | 41 |          |          |
|  | Grande-Bretagne    | 58                 |           |    |          |          |
|  | Grande-Bretagne    | 58                 | 7e place  |    |          |          |
|  |                    |                    |           |    |          |          |
|  | 28 juin            |                    |           |    |          |          |
|  |                    |                    |           |    |          |          |
|  | Chine              | 64                 |           |    |          |          |
|  | Chine              | 64                 |           |    |          |          |
|  | France             | 30                 |           |    |          |          |
|  | France             | 30                 |           |    |          |          |

### Classement places 9 à 12
Les équipes qui ont terminé aux cinquièmes et sixièmes places des groupes A et B s'affrontent en un seul match : les sixièmes jouent l'un contre l'autre, de même pour les cinquièmes.
|  |           |       |    |  | 9e place |  |
|  |           |       |    |  |          |  |
|  |           |       |    |  |          |  |
|  |           |       |    |  | 26 juin  |  |
|  |           |       |    |  |          |  |
|  |           |       |    |  |          |  |
|  |           |       |    |  |          |  |
|  |           |       |    |  |          |  |
|  | Mexique   | 40    |    |  |          |  |
|  | Mexique   | 40    |    |  |          |  |
|  |           | Japon | 68 |  |          |  |
|  |           | Japon | 68 |  |          |  |
|  |           |       |    |  |          |  |
|  |           |       |    |  |          |  |
|  | 11e place |       |    |  |          |  |
|  |           |       |    |  |          |  |
|  | 26 juin   |       |    |  |          |  |
|  |           |       |    |  |          |  |
|  | Pérou     | 8     |    |  |          |  |
|  | Pérou     | 8     |    |  |          |  |
|  | Brésil    | 88    |    |  |          |  |
|  | Brésil    | 88    |    |  |          |  |

## Classements et récompenses

### Classement final
| Rang | Équipe          | MJ | V-D | PP-PC |
| ---- | --------------- | -- | --- | ----- |
| 1    | Canada          | 8  | 7-1 | 66-52 |
| 2    | Allemagne       | 8  | 7-1 | 65-45 |
| 3    | Pays-Bas        | 8  | 7-1 | 69-42 |
| 4    | États-Unis      | 8  | 5-3 | 66-49 |
| 5    | Grande-Bretagne | 8  | 5-3 | 56-51 |
| 6    | Australie       | 8  | 4-4 | 60-50 |
| 7    | Chine           | 8  | 3-5 | 57-57 |
| 8    | France          | 8  | 2-6 | 41-57 |
| 9    | Japon           | 6  | 2-4 | 56-63 |
| 10   | Mexique         | 6  | 1-5 | 39-58 |
| 11   | Brésil          | 6  | 1-5 | 48-57 |
| 12   | Pérou           | 6  | 0-6 | 13-82 |

### Récompenses collectives

#### All-Star team
La meilleure équipe du tournoi est constituée de deux canadiennes, deux américaines et une allemande :
- Janet McLachlan
- Katie Harnock
- Rebecca Murray
- Desiree Miller
- Annika Zeyen

#### Prix du fair-play
L'association canadienne True Sport a remis le trophée du fair-play portant son nom à douze joueuses, une par équipe :
- Leanne Del Toso
- Perla Assuncão
- Katie Harnock
- Yong Qing Fu
- Emilie Menard
- Annika Zeyen
- Clare Griffiths
- Kyoko Miura
- Floralia Estrada
- Cher Korver
- Pilar Jauregui
- Kimberly Champion

### Récompenses individuelles

#### Leaders statistiques
Résumé des cinq meilleures joueuses dans les principales catégories statistiques.
| Classement | Joueur          | Équipe          | Statistique (total et moyenne par match) |
| ---------- | --------------- | --------------- | ---------------------------------------- |
| 1          | Inge Huitzing   | Pays-Bas        | 175 (21,88 par match)                    |
| 2          | Janet McLachlan | Canada          | 172 (21,50 par match)                    |
| 3          | Helen Freeman   | Grande-Bretagne | 167 (20,88 par match)                    |
| 4          | Mariska Beijer  | Pays-Bas        | 166 (20,75 par match)                    |
| 5          | Rebecca Murray  | États-Unis      | 156 (19,50 par match)                    |
| 6          | Marina Mohnen   | Allemagne       | 153 (19,13 par match)                    |
| 7          | Yong Qing Fu    | Chine           | 149 (18,63 par match)                    |
| 8          | Mari Amimoto    | Japon           | 148 (24,67 par match)                    |
| 9          | Katie Harnock   | Canada          | 126 (15,73 par match)                    |
| 10         | Cindy Ouellet   | Canada          | 125 (15,63 par match)                    |

| Classement | Joueur                       | Équipe          | Statistique (moyenne par match) |
| ---------- | ---------------------------- | --------------- | ------------------------------- |
| 1          | Janet McLachlan              | Canada          | 16,63                           |
| 2          | Mari Amimoto                 | Japon           | 9,83                            |
| 3          | Angélique Pichon             | France          | 9,13                            |
| -          | Yong Qing Fu                 | Chine           | 9,13                            |
| 5          | Mariska Beijer               | Pays-Bas        | 8,00                            |
| 6          | Fabienne Saint-Omer Delepine | France          | 7,50                            |
| -          | Helen Freeman                | Grande-Bretagne | 7,50                            |
| 8          | Pilar Jauregui               | Pérou           | 7,33                            |
| 9          | Floralia Estrada             | Mexique         | 7,17                            |
| 10         | Jiameng Dai                  | Chine           | 7,13                            |

| Classement | Joueur                       | Équipe     | Statistique (moyenne par match) |
| ---------- | ---------------------------- | ---------- | ------------------------------- |
| 1          | Fabienne Saint-Omer Delepine | France     | 0,63                            |
| 2          | Paola Klokler                | Brésil     | 0,50                            |
| 3          | Gesche Schuenemann           | Allemagne  | 0,38                            |
| -          | Rebecca Murray               | États-Unis | 0,38                            |
| -          | Angélique Pichon             | France     | 0,38                            |
| -          | Yong Qing Fu                 | Chine      | 0,38                            |

| Classement | Joueur                       | Équipe    | Statistique (moyenne par match) |
| ---------- | ---------------------------- | --------- | ------------------------------- |
| 1          | Lia Martin                   | Brésil    | 2,33                            |
| 2          | Floralia Estrada             | Mexique   | 2,00                            |
| 3          | Emilie Menard                | France    | 1,87                            |
| 4          | Fabienne Saint-Omer Delepine | France    | 1,62                            |
| -          | Marina Mohnen                | Allemagne | 1,62                            |

| Classement | Joueur        | Équipe          | Statistique (moyenne par match) |
| ---------- | ------------- | --------------- | ------------------------------- |
| 1          | Cindy Ouellet | Canada          | 8,88                            |
| 2          | Helen Freeman | Grande-Bretagne | 7,88                            |
| 3          | Yun Long      | Chine           | 7,25                            |
| 4          | Inge Huitzing | Pays-Bas        | 7,00                            |
| 5          | Mari Amimoto  | Japon           | 6,33                            |

#### MVP du tournoi
La néerlandaise Inge Huitzing a été élue meilleure joueuse du tournoi, elle qui est aussi la meilleure marqueuse avec 175 points inscrits (21,8 points par match).

#### MVPs du tour préliminaire
Les récompenses de Joueuse du match sont décernées après chaque rencontre.
Jour 1
| Match      | Joueuse                      | Évaluation | Points | Rebonds | Passes |
| ---------- | ---------------------------- | ---------- | ------ | ------- | ------ |
| Poule B vs | Amy Conroy                   | 23         | 16     | 6       | 3      |
| Poule A vs | Pilar Jauregui               | -19        | 4      | 4       | 0      |
| Poule B vs | Katie Harnock                | 25         | 25     | 3       | 1      |
| Poule B vs | Annika Zeyen                 | 15         | 17     | 3       | 4      |
| Poule A vs | Rebecca Murray               | 30         | 30     | 8       | 4      |
| Poule A vs | Fabienne Saint-Omer Delepine |            |        |         |        |

Jour 2
| Match      | Joueuse                  | Évaluation | Points | Rebonds | Passes |
| ---------- | ------------------------ | ---------- | ------ | ------- | ------ |
| Poule B vs | Yong Quing Fu            | 28         | 29     | 13      | 0      |
| Poule A vs | Mariska Beijer           | 30         | 30     | 10      | 1      |
| Poule A vs | Rebecca Murray           | 26         | 26     | 2       | 2      |
| Poule B vs | Janet McLachlan          | 37         | 21     | 13      | 4      |
| Poule A vs | Kathleen O`Kelly-Kennedy | 24         | 25     | 7       | 4      |
| Poule B vs | Gesche Schuenemann       | 36         | 26     | 11      | 3      |

Jour 3
| Match      | Joueuse          | Évaluation | Points | Rebonds | Passes |
| ---------- | ---------------- | ---------- | ------ | ------- | ------ |
| Poule A vs | Inge Huitzing    | 26         | 18     | 7       | 9      |
| Poule A vs | Amber Merritt    | 28         | 27     | 9       | 0      |
| Poule A vs | Courtney Ryan    | 16         | 14     | 6       | 3      |
| Poule B vs | Janet McLachlan  | 35         | 27     | 17      | 2      |
| Poule B vs | Mareike Adermann | 48         | 29     | 19      | 6      |
| Poule B vs | Judith Hamer     | 25         | 26     | 7       | 0      |

Jour 4
| Match      | Joueuse         | Évaluation | Points | Rebonds | Passes |
| ---------- | --------------- | ---------- | ------ | ------- | ------ |
| Poule A vs | Émilie Menard   | 10         | 8      | 0       | 1      |
| Poule B vs | Helen Freeman   | 40         | 36     | 5       | 6      |
| Poule B vs | Mari Amimoto    | 39         | 37     | 9       | 6      |
| Poule A vs | Shelley Chaplin | 10         | 7      | 4       | 6      |
| Poule A vs | Roos Oosterbaan | 8          | 10     | 1       | 0      |
| Poule B vs | Marina Mohnen   | 31         | 29     | 8       | 4      |

Jour 5
| Match      | Joueuse          | Évaluation | Points | Rebonds | Passes |
| ---------- | ---------------- | ---------- | ------ | ------- | ------ |
| Poule A vs | Floralia Estrada | 36         | 27     | 11      | 4      |
| Poule A vs | Desiree Miller   | 25         | 20     | 8       | 3      |
| Poule B vs | Simone Kues      | 13         | 8      | 3       | 3      |
| Poule B vs | Yun Long         | 15         | 8      | 5       | 10     |
| Poule B vs | Janet McLachlan  | 33         | 28     | 15      | 2      |
| Poule A vs | Inge Huitzing    | 21         | 19     | 5       | 6      |

#### MVPs du tour final
Jour 6
| Match            | Joueuse          | Évaluation | Points | Rebonds | Passes |
| ---------------- | ---------------- | ---------- | ------ | ------- | ------ |
| Places 11-12 vs  | Perla Assuncao   | 29         | 20     | 6       | 10     |
| Places 9-10 vs   | Mayo Hagino      | 13         | 10     | 2       | 2      |
| 1/4 de finale vs | Mareike Adermann | 27         | 15     | 11      | 3      |
| 1/4 de finale vs | Inge Huitzing    | 28         | 28     | 8       | 8      |
| 1/4 de finale vs | Cindy Ouellet    | 21         | 20     | 4       | 7      |
| 1/4 de finale vs | Gail Gaeng       | 22         | 15     | 11      | 1      |

Jour 7
| Match         | Joueuse       | Évaluation | Points | Rebonds | Passes |
| ------------- | ------------- | ---------- | ------ | ------- | ------ |
| Places 5-8 vs | Helen Freeman | 26         | 9      | 5       | 6      |
| Places 5-8 vs | Kylie Gauci   | 13         | 14     | 0       | 10     |
| 1/2 finale vs |               | 00         | 00     | 00      | 00     |
| 1/2 finale vs |               | 00         | 00     | 00      | 00     |

Jour 8
| Match         | Joueuse | Évaluation | Points | Rebonds | Passes |
| ------------- | ------- | ---------- | ------ | ------- | ------ |
| Places 7-8 vs |         | 00         | 00     | 00      | 00     |
| Places 5-6 vs |         | 00         | 00     | 00      | 00     |
| Places 3-4 vs |         | 00         | 00     | 00      | 00     |
| Finale vs     |         | 00         | 00     | 00      | 00     |

## Médias
Les 44 rencontres de la compétition sont retransmises et direct commenté par SportsCanada.TV, sur internet,,. Les vidéos des rencontres sont toujours disponibles en replay sur le site de la chaîne,.